# Магазин (вулиця Гоголя, Ніжин)
Магазин — пам'ятка архітектури місцевого значення у Ніжині.

## Історія
Спочатку було внесено до «списку нововиявлених пам'яток архітектури» під назвою «Магазин Самохіна».
Наказом Міністерства культури і туризму від 21.12.2012 № 1566 надано статус «пам'ятник архітектури місцевого значення» з охоронним № 10016-Чр під назвою «Магазин».

## Опис
Одноповерховий, кам'яний, П-подібний у плані будинок. Тут розміщувався магазин Самохіна. Нині тут приміщення магазинів.